# 8-Benzilteofilina
8-Benzilteofilina ou 3,9-didro-1,3-dimetil-8-(fenilmetil)-1H-purina-2,6-diona é o composto orgânico de fórmula C14H14N4O2, massa molecular 270,29 , classificado com NSC 14131, número CAS 2879-15-4 e EINECS 220-725-8. Apresenta densidade de 1,335 e ponto de fusão 298-300 ºC. É um precursor do fármaco bamifilina
8-Benzilteofilina é análoga do ponto de vista estrutural com o agente de bloqueio adrenérgico sintético, Priscoline, e apresenta propriedades de um agente hipotensor.